# Alsósújtó
Alsósújtó (1899-ig Alsó-Sutócz, szlovákul Dolné Šutovce) Sújtó településrésze, korábban önálló falu Szlovákiában, a Trencséni kerületben, a Privigyei járásban.

## Fekvése
Privigyétől 8 km-re északnyugatra fekszik. Sújtó nyugati felét alkotja.

## Története
A település a 15. században vált ketté Alsó- és Felsősutócra. Alsósutócot 1531-ben „Nagh Swthocz” néven említik először. 1546-ban „Also Swthocz” alakban szerepel a forrásokban. 1553-ban 3 portája adózott. 1675-ben 9 gazda és egy zsellérháza volt 77 lakossal.
A 18. század végén Vályi András így ír róla: „SUTÓCZ. Alsó, és Felső Sutócz. Két tót falu Nyitra Várm. Alsónak földes Ura Gr. Berényi, Felsőnek pedig B. Splényi Uraságok, lakosaik katolikusok, és másfélék, fekszenek Bajmóczhoz nem meszsze, mellynek filiáji; határbéli földgyeik középszerűek, vagyonnyaik külömbfélék.”
1828-ban 17 házában 117 lakosa élt. Birtokosai Felsősutóci nemesek voltak.
Fényes Elek 1851-ben kiadott geográfiai szótárában így ír a faluról: „Sutócz (Alsó és Felső), Nyitra vgyében, két egymás mellett levő tót falu, az első 117 kath., a második 154 kath. lak. F. u. többen. Ut. p. N. Tapolcsány.”
Borovszky Samu monográfiasorozatának Nyitra vármegyét tárgyaló része szerint: „Alsó-Sutócz, összesen 108 r. kath. lakossal bíró kis tót falu, mely a sutóczi regényes völgyben, kis patak mellett fekszik. Postája Bajmócz, távirója Privigye, vasúti állomása Privigye-Bajmócz. A községben állami elemi népiskola is van. A XIV. század elején a Divékyek birtoka volt. Későbbi földesurai a Pálffyak és Tarnóczyak.”
1910-ben 141, túlnyomórészt szlovák lakosa volt. A trianoni diktátumig Nyitra vármegye Privigyei járásához tartozott.
1922-ben egyesítették Felsősújtóval.

## Nevezetességei
- Alsósújtó Szűz Mária Szeplőtelen Szíve tiszteletére szentelt temploma 1908-ban épült.

## Lásd még
- Sújtó
- Felsősújtó